# Luciano Savorini
Luciano Savorini (født 3. oktober 1885 i Argenta, død 30. oktober 1964 i Bologna) var en italiensk gymnast, som deltog i OL 1912 i Stockholm. 
Savorini var med på det italienske hold i multikamp efter europæisk system. Fem hold var med i konkurrencen med mellem 16 og 40 deltagere på hvert hold. Italien vandt guld med 53,15 point, mens Ungarn vandt sølv med 45,45 point og Storbritannnien bronze med 36,90 point.
Savorini dyrkede gymnastik i en mere end ti år lang karriere og vandt talrige medaljer og turneringer. Efter afslutningen af sin aktive karriere var han instruktør i sin klub i Bologna.